# Шагин, Дмитрий Владимирович
Дми́трий Влади́мирович Ша́гин (род. 29 октября 1957 года) — советский и российский художник, кинорежиссёр, актёр, член творческой группы «Митьки».

## Биография
Родился в Ленинграде, в семье художника Владимира Шагина. В 1975 году окончил Художественную школу при АХ СССР. В 1984 году организовал группу художников, получившую название «Митьки». Своими учителями Дмитрий Шагин считает свою мать (художницу Наталью Жилину), отца, Александра Арефьева и Рихарда Васми. Выставляется с 1976 года на выставках ленинградских неофициальных художников: ТЭВ (Товарищество экспериментальных выставок), ТЭИИ (Товарищество Экспериментального Изобразительного Искусства). С 1976 года член ТЭВ (Товарищество Экспериментальных Выставок). В 1981 году стал одним из основателей и членом совета ТЭИИ (Товарищество экспериментального изобразительного искусства). С 1991 года член международной федерации художников (IFA).
С 1988 года ряд зарубежных групповых выставок: Париж, Кёльн, Антверпен, Лозанна, Вена, Сан-Диего, Нью-Йорк, Вашингтон, Рио-де-Жанейро. Работы приобретены многими частными коллекционерами зарубежных стран, СССР и России, Русским музеем, Музеем истории Санкт-Петербурга, Новосибирским художественным музеем и др.[значимость факта?]
Один из организаторов книгоиздательства Mitkilibris. В 1996 году основал и стал курировать вместе с Александром Флоренским галерею МИТЬКИ-ВХУТЕМАС. В 2006 г. основал музей творческого объединения МИТЬКИ. Автор музыкальных проектов: «Митьковские песни», «Митьковские танцы», «Митьковский Питер», «Москва митьковская» и др. Автор книг стихов и прозы. Книга «Дык» (изд. «Красный матрос») награждена художественной премией «Петрополь» за 2006 год. 
Автор объектов: «Митьковская тельняшка», «Митьковский флаг», «Рок-музыканты» и др. Автор перформансов: «Митьковская олимпиада», «Братание рек», «Отстирывание митьковской тельняшки» и др. Снимается в кино.[значимость факта?]
Страдал многолетним хроническим алкоголизмом. Не употребляет алкоголь с середины 1990-х годов. Является председателем попечительского совета реабилитационного центра «Дом надежды на горе».[значимость факта?]
В 2006 г. награждён Художественной премией «Петрополь».[значимость факта?]
В 2009 г. награждён Царскосельской художественной премией за проект «Русская литература. Шли годы…».[значимость факта?]
В 2010 году на пресс-конференции Митьков художник в шутку заявил о своей личной встрече с древним французским алхимиком Николя Фламелем, который уже несколько лет живёт в России.[значимость факта?]
С 2013 года входит в состав Академии дураков Вячеслава Полунина.
В 2020 году дебютировал в качестве кинорежиссёра фильмом «Митьковская встреча эры милосердия».

## Личная жизнь
Женат на художнице Татьяне Шагиной, вместе они воспитывают трёх дочерей, одна из которых — художница Иоанна Шагина.

## Произведения находятся в собрании музеев
- Государственная Третьяковская галерея. Москва, Россия;
- Государственный литературный музей. Москва, Россия;
- Государственный Русский музей. Санкт-Петербург, Россия;
- Государственный музей истории Санкт-Петербурга, Россия;
- Музей Нонконформистского искусства (Пушкинская 10). Санкт-Петербург, Россия;
- Центральный выставочный зал «Манеж». Санкт-Петербург, Россия;
- Государственный музей «Царскосельская коллекция». Пушкин, Россия;
- Пушкинский музей-заповедник, Россия;
- Музей творческого объединения «Митьки», Санкт-Петербург, Россия;
- Новосибирский государственный художественный музей, Россия;
- Архангельский музей изобразительных искусств, Россия;
- Музей Зиммерли Ратгерского Университета. Коллекция Нортона и Нэнси Додж, США

## Персональные выставки
1990 г. Живопись Дмитрия Шагина, Эстонский морской музей, Таллин, Эстония
2003 г. «Между нами ночь», Выставочный центр «Царев сад», Москва, Россия
2003 г. «Полосатый рейс из Петербурга в Москву», Галерея «С.АРТ», Москва, Россия
2004 г. Галерея одной работы, Москва, Россия
2007 −2008 «Mitki In New York», InterArt Gallery, New York, USA
2009 «Русская литература. Шли годы…», Государственный литературный музей, Москва, Россия
2010 г. «Мы пред врагом не спустили…» совместная с Константином Звездочетовым, Галерея Regina Берлога, Москва
2010 г. «Полосатый рейс», Музей современного искусства ДВГТУ «Артэтаж», Владивосток, Россия

## Основные групповые выставки
- 1984—1990 гг. Ежегодные выставки Товарищества экспериментального изобразительного искусства, Ленинград
- 1985 г. Первая квартирная выставка группы «Митьки», Наб. кан. Грибоедова, Ленинград
- 1985 г. Первая официальная выставка группы «Митьки». Дом ученых. Устъ-Ижора
- 1985 г. Первая экспозиция группы «Митьки» на выставке Товарищества экспериментального изобразительного искусства (ТЭИИ), Дворец культуры им. Кирова, Ленинград
- 1986 г. Выставка в ДК ЛМЗ. Ленинград
- 1986 г. Вторая экспозиция группы «Митьки» на выставке ТЭИИ, Дворец молодежи, Ленинград, Выставка была запрещена ГУ культуры и КГБ.
- 1987 г. Экспозиция группы «Митьки» на выставке ТЭИИ. ВК ЛЕНЭКСПО, Ленинград
- 1987 г. «Дни митьковской культуры» (Литературные чтения, концерты Б.Гребенщикова, А.Башлачева), ДК им. Свердлова, Ленинград
- 1987 г. Выставка группы «Митьки» в клубе ЛГУ. Петергоф
- 1988 г. Ретроспективная выставка группы «Митьки», Выставочный зал СХ на Кузнецком мосту, Москва
- 1988 г. Экспозиция группы «Митьки» в рамках международного семинара современного искусства, Музей-крепость г. Нарва
- 1988 г. Ретроспективная выставка группы «Митьки», ДК железнодорожников, Ленинград
- 1988 г. Экспозиция группы «Митьки» на выставке «Современное искусство Ленинграда», ЦВЗ «Манеж», Ленинград
- 1989 г. Экспозиция группы «Митьки» на выставке «40 лет Ленинградского авангарда. От неофициального искусства к перестройке», ВК ЛЕНЭКСПО, Ленинград
- 1989 г. Выставочный зал Худфонда РСФСР, Казань
- 1989 г. Выставочный зал АН СССР. Новосибирск, Академгородок.
- 1989 г. «Митъки в Европе», Антверпен, галерея «VRIJE VAL»; Кёльн, галерея «KLAPPERHOF»; Париж, культурный центр «CON FLU ENCES».
- 1989 г. «100 картин в защиту Олега Григорьева», Музей газеты «Правда», Ленинград
- 1990 г. Экспозиция группы «Митьки» на Первом биеннале новейшего искусства, Экспоцентр. Ленинград
- 1990 г. «Митьки в Самаре». Кинотеатр «Тимуровец». Куйбышев.
- 1990 г. Экспозиция группы на выставке «Территория искусства», Государственный Русский музей, Ленинград
- 1990 г. Большая ретроспективная выставка «Митьки в Москве», Дворец молодежи, Москва
- 1990 г. Художественный музей им. Крамского, Воронеж
- 1990 г. Дворец искусств БССР, Минск
- 1991 г. Областной Художественный музей, Тверь
- 1991 г. Экспозиция группы «Митьки» на выставке «Город», ЦВЗ «Манеж», Ленинград
- 1991 г. Областной музей изобразительных искусств, Архангельск
- 1991 г. Экспозиция группы на выставке даров телемарафона «Возрождение», Музей истории города, Санкт-Петербург
- 1992 г. Экспозиция группы «Митьки» на выставке «Арт-контакт», ЦВЗ "Манеж. Санкт-Петербург
- 1992 г. Галерея «DU HAUT-PAS», Париж, Франция
- 1993—2012 гг. Ежегодные выставки петербургского изобразительного искусства. Центральный выставочный зал. Санкт-Петербург
- 1993 г. Экспозиция группы «Митьки» на выставке «Петербург-93», ЦВЗ "Манеж, Санкт-Петербург
- 1993 г. «Ретроспективная выставка к 10-летию движения», Государственный Русский Музей, Санкт-Петербург
- 1994 г. Выставка группы «Митьки», ЦДХ, Москва
- 1994 г. «Митьки в Финляндии», Juvaskylan Talvi, Ювяскуле; галерея Taysikuu, Рованьеми, Финляндия

1996 г. Митьки в Таллине, пивной ресторан "Гвалт", Таллин, Эстония
- 1996 г. «Блоу-ап», Выставочный зал «Московская галерея», Москва
- 1996 г. «Митьки», Арт-центр ЭКСМА, Кальяри, Италия
- 1997 г. «Водка», Галерея Марата Гельмана, Москва
- 1998 г. «Митьки-революшен», Музей Ленина, Тампере, Финляндия
- 1998 г. «15 лет движения Митьков», ЦВЗ «Манеж», Санкт-Петербург
- 1999 г. «Митьки в Музее нонконформистского искусства», АРТ-ЦЕНТР «Пушкинская 10», Санкт-Петербург
- 2000 г. «Митьки в ООН», Штаб-квартира ООН, Нью-Йорк, США
- 2002 г. «Митьки на Славянском базаре», Художественный музей г. Витебск, Белоруссия
- 2002 г. «Митьки. Архетипы», Кировский Государственный художественный музей им. А. М. Васнецовых, Киров
- 2004 г. Выставка группы «Митьки», Краеведческий музей г. Себеж
- 2004 г. «Митьковские соколы в Орле. I Всероссийский фестиваль», музей И. С. Тургенева, Орёл
- 2004 г. «Митьки. Архетипы», Муниципальный выставочный центр, Ижевск
- 2005 г. «Митьки и Чапаев», Государственный центр современного искусства, Чебоксары
- 2005 г. «Митьки в Белграде», Русский дом, Белград
- 2005 г. «Митьки в Вологде», Галерея областного краеведческого музея, Вологда
- 2006 г. Выставка группы «Митьки», Краеведческий музей, Боровичи
- 2006 г. Фестиваль «Митьки в Одессе», Литературный музей, Одесса
- 2006 г. Выставка «Митьки в ДиДи». Галерея искусств DiDi, Санкт-Петербург
- 2007—2008 гг. Выставочный проект «Митьки в Финляндии» в художественных музеях городов Финляндии: Aboa Vetus and Ars Nova, Turku; Jyvaskyla Art Museum; Hyvinkaa Art Museum; South Karelia Art Museum, Lappeenranta
- 2008—2010 гг. «Петербург. Остановки по требованию» Передвижная выставка группы «Митьки» при поддержке Комитета по культуре Санкт-Петербурга в Художественных музеях городов: Старая Ладога, Псков, Великие Луки, Печоры, Великий Новгород, Валдай, Самара, Красногорск
- 2010 г. «МИТЬКИ и НАНОТЕХНОЛОГИИ», Главный офис ОАО Роснано, Москва
- 2010 г. ЮБИЛЕЙНАЯ ВЫСТАВКА «МИТЬКИ. 25-летие», ЦВЗ Манеж, Санкт-Петербург
- 2010 г. Выставка группы Митьки «Наш Петербург», La salle Capitulaire-Cour Mably, Бордо, Франция
- 2010 г. «Митьки в Риге», Музей Наивного искусства г. Рига, Латвия
- 2012 г. Выставка «ЗИМНЕЕ МИТЬКОВАНИЕ», Выставочный центр Варкаус, Финляндия
- 2012 г. «Митьки и космос», Мемориальный музей космонавтики, Москва
- 2012 г. «Митьки и космос», Выставочный зал Звездного городка, г. Щелково — 14, пос. Звездный

## Книги
- Дмитрий Шагин. Дык!.. (Авторский сборник) — Красный матрос, 2002. ISBN 5-7187-0260-3
- Дмитрий Шагин. Месье Баттерфляй — Новая газета, 2007. ISBN 978-5-900504-83-4

## Кино
| Год  |    | Название                                                                                    | Роль                            |
| ---- | -- | ------------------------------------------------------------------------------------------- | ------------------------------- |
| 1990 | ф  | Город                                                                                       | художник, учащий главного героя |
| 1992 | мф | Митьки никого не хотят победить, или Митькимайер                                            | камео                           |
| 1999 | с  | Агент национальной безопасности, серия «Страсти по Филонову»                                | камео                           |
| 2004 | с  | Улицы разбитых фонарей, серии «Мёртвых не спросишь», «Убийство по рецепту», «Гиблое место», | камео                           |
| 2020 | ф  | Митьковская встреча эры милосердия                                                          | дядя Митяй, старший дворник     |

## Цитаты
Николай Полисский, бывший «митёк»:
Неужели о митьках помнят? Митьки — это веселая пьяная юность, я о ней не жалею. Но, конечно, сейчас говорить о митьках можно только в историческом контексте. Я был главой московской фракции. Знаете — Минин, Пожарский, Полисский, Батынков… Когда мы, москвичи, появились, питерские митьки решили, что нужно занять оборону. У них были большие планы относительно утверждения собственного величия. Митьки, конечно, не собирались победить весь мир, но очень рассчитывали, что именно так и произойдет. Поэтому им всё время нужно было быть в Москве. Мы, в свою очередь, пытались устроить революцию, Митьку [Шагина] превратить в английскую королеву и захватить власть. Я счастлив, что Митя не поддался на мои притязания править митьками по типу серого кардинала. Не согласился на роль английской королевы. Я ему очень благодарен, что занялся собственной жизнью. А Митька сейчас — единственный профессиональный пенсионер митьковского движения, который пользуется благами от митьковства. Митьки ведь обезличенные — знамениты только Шагин и Шинкарёв. Что от митьков осталось? Кое-какая графика Голубева да литературные произведения Володи Шинкарёва. Легенда осталась. Но материального подтверждения нету. Искусства митьки не создали.
О вторжении России на Украину:
В РФ у каждого второго украинские корни. У меня, например, они есть. Поэтому я считаю, что убивать украинцев — это убивать самих себя